# نبرد کرسی
نبرد کرسی (به انگلیسی: Battle of Crécy) نبردی است از مجموعه جنگ‌های صدساله که در روز ۲۶ اوت سال ۱۳۴۶ میلادی در شمال فرانسه، میان ارتش فرانسه به فرماندهی فیلیپ ششم، و ارتش انگلستان به رهبری ادوارد سوم رخ داد. انگلیسی‌ها در طول جنگ صدساله، شمال فرانسه را در قالب لشکرکشی کرسی، تحت پیمایش نظامی قرار داده و ارتش فرانسه را که در صدد تقابل با این موضوع برآمده بود، ضمن تحمیل تلفات سنگین، متحمل شکست نمودند.
ارتش انگلستان در ۱۲ ژوئیه در شبه‌جزیره کوتنتن پیاده شده بود و در ادامهٔ پیشروی خود، تا ۲۰ مایل (۳۲ کیلومتر) مانده به پاریس، ثروتمندترین سرزمین‌ها و شهرهای فرانسه را به باد غارت گرفته بود. انگلیسی‌ها سپس به سمت شمال حرکت کردند؛ هدف از اتخاذ چنین تدبیری، پیوستن به نیروی کنت‌نشین فلاندر بود که متحد انگلستان محسوب می‌گردید. ادوارد [فرمانده ارتش انگلستان] با کسب اخبار عقب‌نشینی فلاندری‌ها که برای احتراز از تعقیب فرانسوی‌ها صورت گرفته بود، به سربازانش دستور داد تا در دامنهٔ تپه‌ای نزدیک کرسی-آن-پونتیو، ضمن اتخاذ موضع دفاعی، آمادهٔ پذیرایی از ارتش فرانسه باشند. در روز ۲۶ اوت، ارتش فرانسه که از دیدگاه تعداد سربازان بیشتر از انگلیسی‌ها بود، دست به حمله زد.
در طول یک تبادل تیراندازی با کمان از جانب طرفین، بسیاری از کمانداران صلیبی مزدور فرانسوی توسط کمانداران انگلیسی که از کمان مشهور به کمان بلند انگلیسی استفاده می‌کردند، کشته شدند. فرانسوی‌ها سپس با تغییر تاکتیک، تعدادی از شوالیه‌های سواره را به سمت خطوط ارتش انگلستان روانه کردند. حملهٔ رسته شوالیه سپاه فرانسه، از آنجایی که بدون بررسی جوانب صورت گرفته بود، کاملاً آشفته و بی‌نظم بود. کمانداران فرانسوی که با عدم موفقیت و بر جا گذاشتن تلفات سنگین، در حال فرار رو به عقب بودند، با یورش سنگین شوالیه‌های خودی [که از عقب می‌آمدند] مواجه شدند؛ مضاف بر اینها؛ شوالیه‌ها مجبور به تاختن در سربالایی تپه‌ای گل‌آلود بودند و گرفتار چاله‌هایی هم شدند که انگلیسی‌ها، پیش‌تر در دامنه تپه به منظور ایجاد موانع حفر کرده بودند.
حملهٔ شوالیه‌های سواره‌نظام فرانسه در نهایت با تیراندازی مؤثر انگلیسی‌ها، متحمل تلفات سنگین گردیده و به فرجام، شکسته شد. بازماندهٔ پیش‌تاختهٔ شوالیه‌ها، در حالی که روحیهٔ خود را نیز باخته بودند، زمانی به خطوط ارتش انگلستان رسیدند که سربازان سنگین‌اسلحه حریف را رودروی خود دیدند؛ پس از آن، مبارزه‌ای تن به تن شکل گرفت که بیشتر به عنوان «قتل بدون ترحم همراه با کشتار سبعانه و خوفناک» توصیف گردیده است. تهاجم فرانسوی‌ها تا اواخر شب ادامه یافت هر چند، پس از درگیری‌های شدید، ثمری جز عقب‌نشینی در پی نداشت.
انگلیسی‌ها [پس از پیروزی در کرسی] در حالی دست به محاصره کاله زدند که ارتش عاجز و زمین‌گیر شدهٔ فرانسه به واسطهٔ نبرد کرسی، استطاعت شکستن آن را نداشت و به فرجام — یک سال بعد — شهر موصوف به دست انگلیسی‌ها افتاد و تا سال ۱۵۵۸ و برای بیش از ۲ قرن، تحت سلطهٔ انگلستان باقی ماند. نبرد کرسی، اثربخشی کمان بلند را به عنوان یک سلاح غالب در میدان نبرد اروپای غربی تثبیت کرد.

## پیش‌زمینه

نقشه مسیر حرکت «ادوارد» [پادشاه انگلستان] در قالب یورش نظامی چووشی در سال ۱۳۴۶

از زمان حمله نورمن‌ها به انگلستان در سال ۱۰۶۶، پادشاهان انگلیسی متملک عناوین و املاکی در داخل فرانسه بودند که عطف به آنها [و به گمان خودشان] پادشاهی فرانسه نیز می‌توانست دست نشانده [واسال] آنها باشد. در ۲۴ مه ۱۳۳۷ و به دنبال مجموعه‌ای از اختلاف‌ها میان فیلیپ ششم، پادشاه فرانسه و ادوارد سوم پادشاه انگلستان، شورای شاه فرانسه در پاریس موافقت کرد که «اراضی تحت تصرف ادوارد در فرانسه، به این دلیل که وی [ادوارد] ادعای دست‌نشاندگی تاج و تخت فرانسه را پیش کشیده، به تملک فیلیپ بازگردانده شود» و همین موضوع، سرآغازی بود بر شعله‌ور شدن جنگ صدساله که برای حدود ۱۱۶ سال به طول انجامید.
در طول ۸ سال — به تناوب — جنگ‌هایی شکل گرفت که پرهزینه و در عین‌حال، بی‌نتیجه بودند. ادوارد ۳ مرتبه در بخش شمالی فرانسه لشکرکشی کرد که حاصلی در پی نداشتند. گسکونی، می‌توان گفت تقریباً به حال خود رها شده بود و ارتش فرانسه در جنگ فرسایشی، تهاجمات درخوری انجام داد. ادوارد در اوایل سال ۱۳۴۵ میلادی، دست به لشکرکشی دیگری در بخش شمالی فرانسه زد. عمدهٔ ارتش وی در ۲۹ ژوئیه سوار بر کشتی شد و تا ۲۲ ژوئیه، در اسلایس لنگر انداخت. در همین مقطع، ادوارد هم سرگرم امور دیپلماتیک گردید. ناوگان انگلستان، که احتمالاً قصد لنگر انداختن در دوک‌نشین نرماندی را داشت، به واسطهٔ وقوع طوفان پراکنده شد. در پی چنین رویدادی، هیچ اقدام نظامی با این نیروها، دست‌کم تا قبل از زمستان ممکن نبود. در خلال همین اتفاقات، هنری گروسمنت، دوک لنکستر [ارل دربی] با فرماندهی «ارتش مرکب آنگلو-گسکونی» خودش و در قالب کمپین گسکونی، تهاجم برق‌آسایی را در گسکونی رهبری کرد. او توانست ضمن منکوب کردن دو ارتش بزرگ فرانسه در نبردهای برژراک و اوبروش، بالغ بر ۱۰۰ شهر و قلعه فرانسوی را در پریگورد و ایج‌نی تسخیر نموده و به متصرفات انگلستان در گسکونی، عمق استراتژیک ببخشد.
در مارس ۱۳۴۶، یک ارتش فرانسوی ۱۵۰۰۰ تا ۲۰۰۰۰ نفری به فرماندهی ژان، دوک نرماندی، وارث فیلیپ ششم به گسکونی لشکر کشید. ارتش موصوف، بسیار فراتر از هر نیرویی بود که انگلو-گسکون‌ها می‌توانستند بسیج کنند و شامل تمام افسران نظامی خاندان سلطنتی هم می‌گردید. ارتش «دوک» شهر ایگویلون را که از دیدگاه استراتژیک و لجستیکی فوق‌العاده حائز اهمیت بود، تحت محاصره گرفت. در روز دوم آوریل، فراخوان آریره بان صادر شد که به موجب آن، «همهٔ مردان توانمندی که می‌توانستند سلاح حمل کنند، باید برای اعزام به جنوب فرانسه آماده می‌شدند.» تکاپوی مالی، لجستیکی و نیروی انسانی فرانسه بر این حمله تمرکز داشت. «ارل دربی» — که حالا دیگر یک لنکستر محسوب می‌گردید — درخواستی فوری برای کمک به جانب ادوارد فرستاد. «ادوارد نه از دیدگاه اخلاقی، بلکه اساساً بر طبق مفاد قرارداد ایندنچر، موظف به حمایت از دست‌نشاندهٔ خود بود.» قرارداد موصوف بیان می‌داشت؛ «چنانچه لنکستر توسط تعداد زیادی از دشمنان مورد حمله قرار می‌گرفت، ادوارد می‌بایست به هر طریق ممکن به یاری او بشتابد.»
ادوارد — در این زمان — در تدارک بسیج نمودن ارتش تازه‌ای بود و بیش از ۷۰۰ کشتی برای جابجایی آن فراهم نمود که بزرگ‌ترین ناوگان انگلیسی تا آن تاریخ محسوب می‌گردید. فرانسوی‌ها ضمن اطلاع از تلاش‌های ادوارد، برای آمادگی در قبال تهاجم انگلیسی‌ها به شمال فرانسه، به نیروی دریایی قدرتمند خود اتکا داشتند. هر چند، چنین اتکایی نادرست بود و فرانسوی‌ها نتوانستند مانع از عبور موفقیت‌آمیز ادوارد از کانال مانش شوند.

## پیش‌درآمد
انگلیسی‌ها در ۱۲ ژوییه ۱۳۴۶ در منطقه لا اوگ نرماندی، از کشتی پیاده شدند و از دیدگاه غافلگیری استراتژیکی — می‌توان گفت — کاملاً موفق عمل کردند و سپس، رهسپار جنوب شدند. سربازان ادوارد؛ تمام شهرهایی را که در مسیرشان قرار داشت با خاک یکسان کردند و افزون بر آن، هر چه در توان داشتند و شرایط مقتضی ایجاب می‌کرد، از مردم ستاندند. شهر «کان»، مرکز فرهنگی، سیاسی، مذهبی و مالی شمال غربی نرماندی در ۲۶ ژوییه مورد تهاجم قرار گرفت و در تعاقب آن، برای پنج روز غارت شد و بیش از ۵۰۰۰ سرباز فرانسوی و غیرنظامی کشته و معدودی هم اسیر گشتند که فرماندهٔ قلعه، رائول دوم برین، کنت او نیز جزو اسرا بود. ادوارد در ۲۹ ژوییه، ناوگان خودش را که لبریز از غنائم جنگی بود به انگلستان بازگرداند. او [ادوارد] در عین‌حال، بر اساس تقریری دستور داد که «نیروهای کمکی، تدارکات و منابع مالی مورد نیاز، جمع‌آوری و در کشتی‌ها بارگیری شوند.» بر طبق تقریر ادوارد، قرار بود که این ناوگان کمکی، سرانجام در لو کروتو — واقع در کرانهٔ شمالی دهانه رودخانه سم — به ارتش اصلی انگلستان بپیوندد. انگلیسی‌ها سرانجام در یکم اوت، رهسپار حرکت به سمت رود سن شدند.
وضعیت نظامی فرانسه از دیدگاه استراتژیک، «گرفته‌گیر» بود. ارتش عمدهٔ آنها تحت فرماندهی «جان، دوک نرماندی» — پسر و وارث «فیلیپ ششم» — خودش را به شکلی متعهدانه، درگیر حل و فصل محاصرهٔ کسالت‌بار ایگویلون کرده بود. ادوارد پس از به خشکی آمدنِ غافلگیرانه در نرماندی، اقدام به ویران نمودن برخی از ثروتمندترین سرزمین‌های فرانسه نمود و تا آنجا پیش رفت که گویی تعمد داشت، توانایی‌اش را در راهپیمایی متکبرانه در فرانسه به رخ بکشد. در روز دوم اوت، یک نیروی کوچک انگلیسی با حمایت بسیاری از فلاندری‌ها، از فلاندر به فرانسه یورش برد؛ آن هم در جایی که دفاع فرانسه در آنجا کاملاً ناکافی و خزانه هم تهی بود. در ۲۹ ژوییه، فیلیپ فرمان «آریره بان» را برای شمال فرانسه صادر کرد که بر طبق آن، هر مرد فرانسویِ دارای توانایی جسمی را ملزم به دست گرفتن سلاح و پیوستن به ارتش در روآن می‌نمود. فیلیپ نیز در همین حین، در ۳۱ ژوییه به آنجا رسید. در ۷ اوت، انگلیسی‌ها سرانجام به رود سن، در ۱۲ مایل (۱۹ کیلومتر) جنوب روآن رسیده بودند و پس از آن به سمت جنوب شرقی متمایل شدند. در ۱۲ اوت، ارتش ادوارد در پوآسی — ۲۰ مایل (۳۰ کیلومتر) مانده به پاریس — اردو زد و افزون بر به جا گذاشتن یک نوار تخریبی به وسعت ۲۰ مایل در کرانهٔ چپ رود سن، روستاها را نیز تا فاصلهٔ ۲ مایل (۳ کیلومتر) مانده تا پاریس به آتش کشیده بود. ارتش فیلیپ به موازات انگلیسی‌ها در آن سوی ساحل حرکت کرد و بالاخره در شمال پاریس اردو زد و پس از آن به‌طور پیوسته تقویت شد. در پاریس، هنگامه‌ای بر پا بود و پایتخت فرانسه، مملو از پناهندگانی بود که خودشان را به شهر رسانده و خیابان‌های شهر را با برپایی استحکامات دفاعی آماده می‌نمودند.
فیلیپ با ارسال فرامینی به جانب «جان، دوک نرماندی» که ایگویلون را تحت محاصره داشت، ضمن اصرار به ترک محاصره، از او خواست که ارتش خودش را رهسپار شمال نماید. اقدام دوک نرماندی برای دست کشیدن از محاصره و سپس تلاش برای پیوستن به ارتش فیلیپ — که با تأخیر و سرانجام در ۲۰ اوت انجام پذیرفت — آنچنان بی‌ثمر بود که نتوانست مسیر حرکت وقایع آینده را دگرگونی بخشد. ارتش فرانسه در خارج از پاریس متشکل از حدود ۸۰۰۰ سرباز سنگین‌اسلحه، ۶۰۰۰ کماندار و بسیاری از نیروهای خدمت وظیفه عمومی بود. فیلیپ در ۱۴ اوت، درخواست «ستیز کردن» در زمان و مکان مورد توافق طرفین را ارسال داشت. ادوارد به‌طور ضمنی موافقت کرد که فیلیپ را در جنوب رود سن ملاقات خواهد کرد؛ بدون آنکه اساساً، تعهدی داده باشد. در ۱۶ اوت، فرانسوی‌ها به سمت موقعیت خود حرکت کردند و در مقابل — ادوارد — به سرعت «پوآسی» را به آتش کشید و پل آنجا را ویران کرد و سپس، عزم شمال کرد.
به دنبال چنین وقایعی، فرانسوی‌ها راهبرد زمین سوخته را به اجرا گذاشتند و علاوه بر سوزاندن زراعت‌ها و زمین‌های مملو از علوفه که مصرف چهارپایان بود، همهٔ انبارهای مواد غذایی را نیز خالی کردند و به این ترتیب، انگلیسی‌ها را مجبور کردند که منطقهٔ وسیعی را به منظور کسب آذوقه برای سربازان و علیق برای دواب جستجو نمایند. اجرای تاکتیک فرانسوی‌ها دست‌کم از دیدگاه کُند کردن چرخهٔ سرعت پیشروی انگلیسی‌ها مؤثر بود. در این میان، گروه‌هایی از دهقانان فرانسوی نیز که سلاح به دست گرفته بودند، به برخی از دسته‌های کوچک انگلیسی که در جستجوی علیق بودند هم یورش می‌آوردند. ارتش فیلیپ، به فاصلهٔ یک روز زودتر از ادوارد به رودخانهٔ سم رسید و در آمین استقرار یافت و متعاقب آن، دسته‌های بزرگی را برای حفاظت از پُل‌ها و گدار رودخانه فرستاد. انگلیسی‌ها، «حالا دیگر در منطقه‌ای عاری از هرگونه علیق و آذوقه محبوس شده بودند.» در این حین؛ فرانسوی‌ها — که اکنون مایل به نبرد بودند — از «آمین» خارج شده و به سمت غرب انگلیسی‌ها شروع به پیشروی کردند. اقدام فرماندهی ارتش فرانسه بر این فرضیه استوار بود که می‌تواند از مزیت استقرار و اتخاذ آرایش دفاعی بهره‌مند گردد «در حالی که ارتش انگلستان را مجبور می‌کرد که برای برون‌رفت از مخمصه، تلاش کند که راه خودش را صرفاً با درگیری نظامی بگشاید.»
ادوارد مصمم به شکستن خط محاصرهٔ فرانسوی‌ها بود و پیش از حرکت به سمت غرب در امتداد رودخانه؛ ضمن کاوش در چندین مکان، بیهوده به هانگست و پونت-رمی یورش برد. همهٔ این اتفاقات در حالی بود که؛ «تدارکات سربازان ارتش پادشاه انگلستان رو به اتمام بود و علاوه بر گرسنگی، از کاهش روحیه هم در رنج بودند.» در غروب روز ۲۶ اوت، انگلیسی‌ها در شمال اکوکس اردو زدند در حالی که فرانسوی‌ها در ۶ مایل (۱۰ کیلومتر) ابویل مستقر شده بودند. در طول شب، انگلیسی‌ها بر روی بستر یک جادهٔ «کِشندی» رود سم به نام بلانشتاک حرکت کردند که ساحل دور آن توسط یک نیروی ۳۵۰۰ نفری ارتش فرانسه دفاع می‌شد. کمانداران انگلیسی به همراه سواران سنگین‌اسلحه، با ورود به جادهٔ موصوف و در طی نبردی کوتاه و شدید که به نبرد بلانشتاک مشهور گشت، فرانسوی‌های مدافع آنجا را شکست دادند. لشکر عمدهٔ فرانسه نیز انگلیسی‌ها را تعقیب و «پیش‌آهنگ» آنها هم توانست تعدادی از سربازان سرگردان انگلیسی به همراه چندین درشکه را اسیر و ضبط نماید. با وجود چنین رخدادی، ادوارد از تعقیب فوری مصون ماند. فرانسوی‌ها متصور بر این بودند که ادوارد به «سم» هجوم نخواهد آورد و به همین علت، منطقهٔ ماورای آن از ایدهٔ راهبرد زمین سوخته مصون مانده و از آذوقه و علیق، تهی نگردیده بود. این تصور اشتباه، به ارتش انگلستان اجازه داد تا ضمن غارت این محدوده — از دیدگاه تدارکات — تأمین گردد.
در خلال این رویدادها، فلاندری‌ها که توسط فرانسه در ایستر به عقب رانده شده بودند، بتوون را در ۱۴ اوت محاصره کردند. آنها پس از چندین تلاش ناموفق برای تسخیر استحکامات شهر؛ ضمن انصراف از محاصره، تجهیزات قلعه‌گیری خود را سوزانده و منهدم کردند و در ۲۴ اوت، از لشکرکشی خود دست کشیدند. ادوارد، «تنها در مدت کوتاهی پس از عبور از سم این خبر را دریافت داشت و قانع شد که نباید امید به کمک فلاندری‌ها داشته باشد.» بدتر آنکه، کشتی‌های تدارکاتی انگلستان که انتظار می‌رفت در نزدیکی «لو کروتو» منتظر مانده باشند، در هیچ‌کجا دیده نمی‌شدند. با توجه به چنین پیش‌آمدهایی، ادوارد تصمیم گرفت که ارتش فیلیپ را صرفاً با نیرویی که در اختیار داشت، معطل نماید. او که موقتاً از تعقیب فرانسوی‌ها رسته بود، از این فرصت به منظور تدارک آرایش دفاعی در کرسی-آن-پونتیو استفاده کرد. فرانسوی‌ها نیز ضمن بازگشت به «ابویل»، از پل رود سم عبور کرده و دوباره با جدیت به تعقیب انگلیسی‌ها پرداختند.

## نیروهای درگیر

### ارتش انگلستان

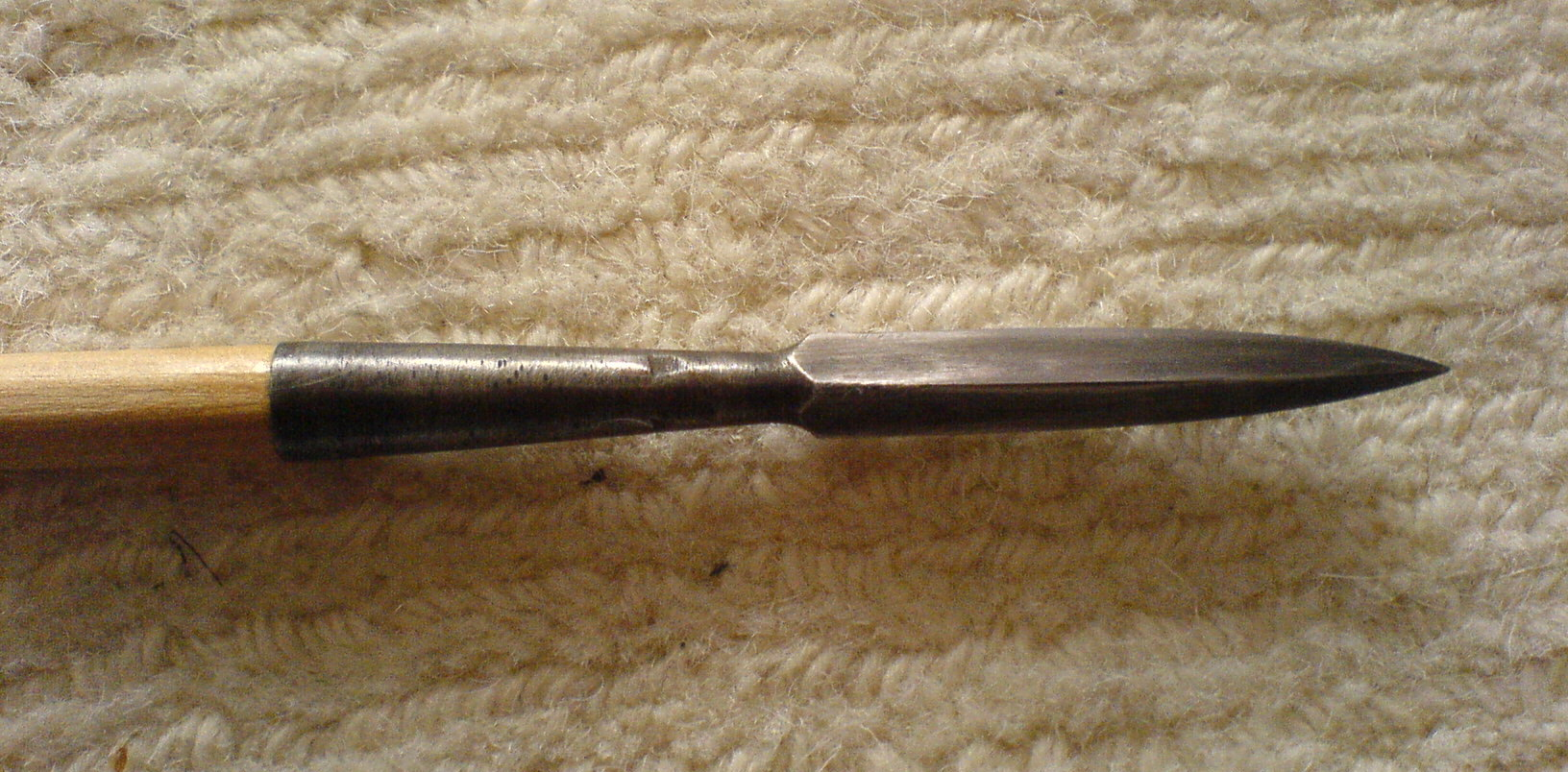
یک نسخهٔ جایگزین امروزی از بادکین پوینت، نوک پیکان مورد استفاده در کمان بلند انگلیسی که می‌توانست به زره نفوذ نماید

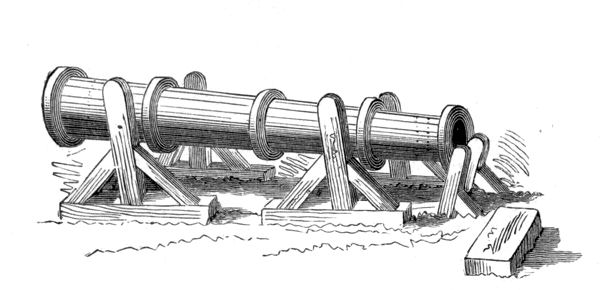
گلوله‌انداز انگلیسی که در نبرد کرسی استفاده شده است و می‌توانست گلوله‌های فلزی با قطر 3+1/4 to 3+5/8 in را شلیک نماید

دربارهٔ ارتش انگلستان به تقریب می‌توان گفت؛ «متشکل از سربازان انگلیسی و ولزی، همراه با تعداد معدودی نورمن ناراضی از فیلیپ ششم و همچنین تعدادی مزدور آلمانی بود.» تصور بر این است که تعداد خارجی‌ها بیش از ۱۵۰ نفر نبوده است. تعداد و ترکیب دقیق نیروهای انگلیسی مشخص نیست و برآوردهای معاصر، بسیار متفاوت است. به عنوان مثال؛ «سومین نسخه از وقایع‌نگاری فروآسار، حاوی ارقامی دو برابری در قیاس با نسخهٔ نخست همان وقایع‌نگاری است.» مورخان امروزی، تعداد انگلیسی‌ها را از ۷۰۰۰ تا ۱۵۰۰۰ نیرو تخمین زده‌اند. آندرو آیتن — مورخ تاریخی — رقمی در حدود ۱۴۰۰۰ نفر را پیشنهاد می‌کند که عبارت هستند از «۲۵۰۰ سرباز سنگین‌اسلحه، ۵۰۰۰ کماندار انگلیسی، ۳۰۰۰ هوبلار (سواران سبک و کماندار سواره) و ۳۵۰۰ نیزه‌دار.» مورخ و استاد تاریخ آکادمی نظامی ایالات متحده — کلیفورد راجرز — پیشنهاد ۱۵۰۰۰ را مطرح می‌نماید که متشکل از «۲۵۰۰ سرباز سنگین‌اسلحه، ۷۰۰۰ کماندار انگلیسی، ۳۲۵۰ هوبلار و ۲۳۰۰ نیزه‌دار می‌شود.» جاناتن سمپشن — مورخ قرون وسطی — معتقد است که با توجه به ظرفیت ناوگان اصلی، این نیرو حدود ۷۰۰۰ تا ۱۰۰۰۰ نفر بوده است. از این میان، «بالغ بر ۱۰۰۰ نفر از نیروی ارتش انگلستان، متشکل از محکومان سابقه‌داری بود که با پیشنهاد عفو از محکومیت [پس از پایان لشکرکشی] به خدمت پرداخته بودند.» تصور بر این است که «تعداد این محکومان، شامل نیمی از کل ارتش انگلستان هم باشد.»
سربازان سنگین‌اسلحه هر دو ارتش، در زیر جوشن، یک کژآکند به تن داشتند که می‌توانست از آنها در قبال صدماتِ وارده به اندام محافظت نماید. سربازان ثروتمند یا باتجربه‌تر، مقادیر مختلفی از زره صفحه‌ای را نیز ضمیمه کرده و مکمل کژآکند و جوشن می‌نمودند. حفاظ سربازان در قسمت سر شامل کلاه‌خود سبک از جنس آهن یا فولاد می‌گردید که روباز بود؛ هر چند، این نوع کلاه‌خود در قسمت پایین حفاظی داشت که از گلو، گردن و شانه‌ها تا حدودی محافظت می‌کرد. در برخی از این کلاه‌خودها، یک لبهٔ پیش‌آمده و متحرک نیز وجود داشت که می‌توانست از صورت محافظت نماید. سپرهای سه‌گوشه که معمولاً از چوب سبک با پوششی از چرم ساخته می‌شدند توسط سربازان حمل می‌شد. هیچ‌کدام از مردان سنگین‌اسلحه انگلستان سواره نبودند و سلاح‌هایی هم که استفاده می‌کردند در تاریخ ثبت نشده است؛ اما می‌دانیم که در نبردهای مشابه، از سَرنیزه خود به عنوان درازنیزه استفاده می‌کردند و گاهی هم با بریدن آن، نوعی نیزه کوتاه به دست می‌آوردند و برخی نیز با شمشیر یا تبر می‌جنگیدند.
کمانداران انگلیسی و ولزی از کمان بلند استفاده می‌کردند که سلاح منحصربفرد آنها به حساب می‌آمد. مسلط‌شدن بر چنین سلاحی می‌توانست تا ۱۰ سال طول بکشد و کمانداران متبحر و باتجربه می‌توانستند حدود ۱۰ تیر کمان را در دقیقه و تا فاصلهٔ ۳۰۰ متر (۹۸۰ فوت) پرتاب نمایند. در یک تحلیل رایانه‌ای که در سال ۲۰۱۷ انجام گرفت، مشخص شد که نوک پیکان تیرهای این نوع کمان‌ها که به بادکین پوینت شهره بودند می‌توانست به زره صفحه‌ای معمولی از فاصلهٔ ۲۰۰ متر (۶۶۰ فوت) نفوذ کند. با این همه «به نظر می‌رسد که عمق نفوذ در این فاصله ناچیز بوده است» و نفوذ پیش‌بینی‌شده، در بُرد هدف نزدیک و در برابر زره ضعیف‌تر، کارآمدتر بوده است. منابع معاصر از تیرهایی سخن می‌گویند که: «می‌توانستند در اغلب مواقع، زره را سوراخ نمایند.» کمانداران به صورت متعارف، ترکشی (تیردان) حامل ۲۴ تیر کمان را حمل می‌کردند. در سپیده‌دم روز نبرد، «به هر یک از آنها ۲ ترکش اضافه داده شد» که با احتساب ترکش متعارف خودشان، هر کماندار مجموعاً حامل ۷۲ تیر کمان می‌گردید. این میزان تیر «شاید برای ۱۵ دقیقه تیراندازی آن هم با حداکثر سرعت» کافی بوده باشد هر چند، هر چه بیشتر از زمان نبرد می‌گذشت سرعت تیراندازی آنها هم به دلیل خستگی متعاقباً کاهش می‌یافت و دیگر مثل لحظهٔ آغاز نبرد نبود. تأمین منظم ساز و برگ جنگی بر عهدهٔ واگن‌های تجهیزات نبرد در عقب لشکر بود و فارغ از آن چنانچه در طول نبرد وقفه‌ای ایجاد می‌گردید کمانداران برای بازیابی تیرها به جلو می‌رفتند. مورخان امروزی اظهار می‌دارند که: «در طول چنین نبردهایی، ممکن است تا نیم میلیون تیر کمان شلیک شده باشد.»
ارتش انگلستان به چند نوع سلاح باروتی با تعداد نامعلوم هم مجهز شده بود؛ اینها اسلحه‌های کوچکی بودند که گلوله‌های سربی شلیک می‌کردند. ریباولدکویین سلاحی بود که می‌توانست تیرهای فلزی یا گلوله خوشه‌ای شلیک نماید. گلوله‌انداز — که شکل اولیه توپخانه بوده است — سلاحی بود که می‌توانست گلوله‌های فلزی با قطر ۸۰–۹۰ میلیمتر (۳ ۱⁄۴–۳ ۵⁄۸ اینچ) را شلیک نماید. منابع معاصر و همچنین مورخان امروزی دربارهٔ اینکه چه نوع و چه تعداد از این سلاح‌ها در نبرد کرسی وجود داشته اتفاق نظر ندارند و این در حالی است که چندین گلوله‌انداز آهنی از زمان نبرد بازیابی شده است.

### ارتش فرانسه

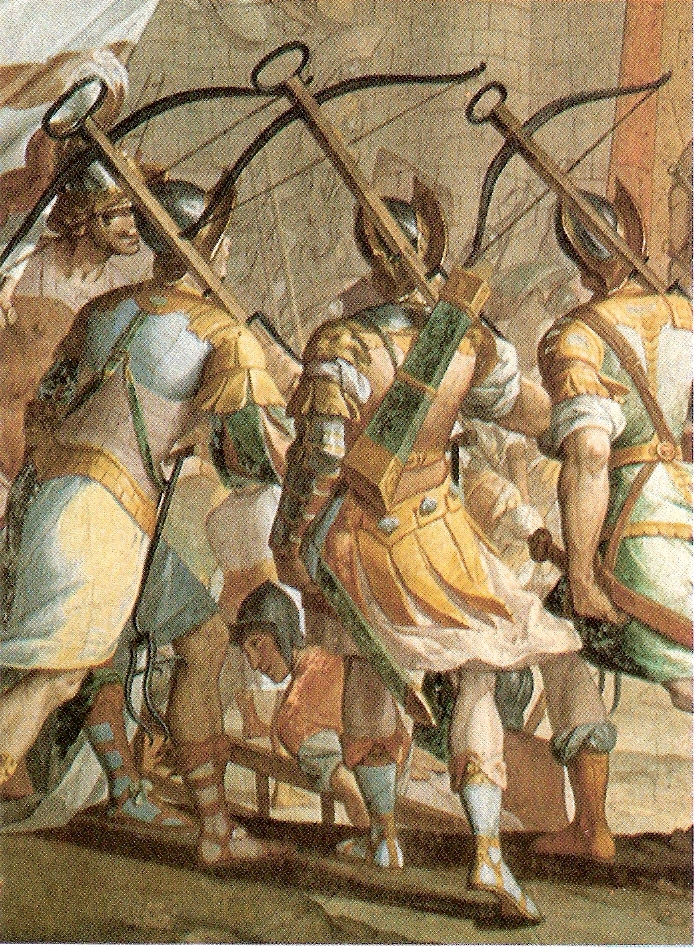
کماندار صلیبی ارتش فرانسه

دربارهٔ تعداد بیشتر نیروهای فرانسه — نسبت به انگلستان — اتفاق‌نظر وجود دارد، اما از آنجایی که سوابق مالی لشکرکشی کرسی از میان رفته است اندازهٔ دقیق آن کمتر از آنچه پیش‌تر تصورش می‌رفت مشخص است. رویدادنامه‌هایی که در همان دوره گزارش نوشته‌اند «تعداد آن را برای آن دوره» بسیار بزرگ می‌دانند. در دو وقایع‌نگاری، اندازهٔ نیروها از ۷۲٬۰۰۰ تا ۱۲۰٬۰۰۰ نفر تخمین زده شده است. در این میان، تعداد سواران سنگین‌اسلحه به میزان ۱۲٬۰۰۰ تا ۲۰٬۰۰۰ ذکر شده است. یک وقایع‌نگاری ایتالیایی ادعا کرده که ۱۰۰٬۰۰۰ شوالیه، ۱۲٬۰۰۰ پیاده‌نظام و ۵٬۰۰۰ کماندار صلیبی در جبههٔ فرانسه حضور داشته است. وقایع‌نگاران امروزی، تعداد تیراندازان را میان ۲٬۰۰۰ تا ۲۰٬۰۰۰ نفر تخمین زده‌اند.
مورخان معتقدند: «بر اساس اسناد تاریخی موجود در خزانهٔ جنگی سال ۱۳۴۰ میلادی» که مربوط به ۶ سال پیش از آغاز نبرد می‌شود، ذکر چنین ارقامی آمیخته به اغراق و نادرست است. کلیفورد راجرز تخمین می‌زند که: «فرانسوی‌ها دست‌کم ۲ یا شاید ۳ برابر بزرگ‌تر از ارتش انگلستان بودند.» بر طبق برآوردهای امروزی، ارتش فرانسه متشکل از تعداد زیادی [هر چند نامشخص] پیاده‌نظام عادی بود که ۸٬۰۰۰ سرباز سنگین‌اسلحهٔ سواره، هستهٔ اصلی این ارتش را تشکیل می‌دادند. این تعداد سرباز توسط ۲ تا ۶ هزار کماندار جنووایی مزدور پشتیبانی می‌شدند؛ کماندارانی که توسط جمهوری جنوا استخدام شده بودند. به‌طور کلی، دربارهٔ اینکه «چه میزان پیاده‌نظام معمولی، شبه‌نظامی و سربازانِ سطوح مختلف به همراه چه ساز و برگی حضور داشته‌اند» به قطعیت مشخص نیست به استثنای اینکه، تعداد آنها اساساً بیشتر از تعداد ارتش انگلستان بود.
سربازان مسلح فرانسوی، بر روی اسب‌هایی بدون زره سوار می‌شدند و نیزه‌هایی چوبین از جنس ون حمل می‌کردند که در قسمت پیکان، آهنین بودند و طول چنین نیزه‌هایی، تقریباً تا ۴ متر (۱۳ فوت) می‌رسید و فارغ از این‌ها، در سایر تجهیزات مشابه انگلیسی‌ها بودند. اغلب این افراد مسلح در ارتش فرانسه، اجنبی‌هایی بودند که افزون بر روحیهٔ ماجراجویی، به طمع کسب نرخ‌های جذاب دستمزد و به صورت انفرادی به این ارتش پیوسته بودند. سایر سربازان نیز در گروه‌های متحدان فیلیپ بودند که این متحدان، شامل سه پادشاه، یک «شاهزاده-اسقف»، یک «دوک» و سه «کنت» از سرزمین‌های غیر فرانسه می‌شدند.
ارتش فرانسه از هنگامی که فیلیپ به سلطنت دست یافت شامل تعداد قابل‌توجهی کماندار صلیبی گردید. در کشوری چون فرانسه [در آن مقطع] تعداد اندکی تیرانداز باتجربه و متبحر وجود داشت و بنابراین «این رسته از نظامیان را معمولاً از کشورهای دیگر — ترجیحاً از جنوا — استخدام می‌کردند» و عطف به همین موضوع [خارجی‌بودن]، مزدور شناخته می‌شدند. اینها سربازانی جنگ‌دیده و مجرب بودند و در نبردها، به کمک پاویاهایی (سپر یا جان‌پناه بزرگ) که حمل می‌کردند، می‌توانستند از خودشان در برابر تیراندازی متقابل حریف محافظت نمایند. شیوهٔ استفادهٔ آنها از پاویا چنین بود که معمولاً «حمل‌کننده‌ای آن را نگه می‌داشت و در پشت آن، تا سه کماندار صلیبی می‌توانست ضمن پناه‌گرفتن، تیراندازی نماید.» درست است که برد مؤثر کمان‌های صلیبی در قیاس با کمان انگلیسی کوتاه‌تر و در حدود ۲۰۰ متر (۲۲۰ یارد) بود؛ با این همه، یک کماندار صلیبی مجرب قادر بود سلاح خود را دو بار در دقیقه شلیک نماید.

## شرح نبرد
با چرخش نیروهای ادوارد به سمت دشمن، نبرد روز ۲۶ اوت ۱۳۴۶ میلادی در نزدیک کرسی-آن-پونتیو در شمال فرانسه درگرفت. برخلاف توصیه نجیب‌زادگان، فیلیپ ششم دستور به آغاز حمله داد. جنوایی‌ها در برابر سپاه فرانسه قرار داشتند. سرعت تیراندازی تسلیحات آن‌ها با خیس شدن در اثر بارندگی کاهش یافته بود. در ابتدا بخش زیادی از جنوایی‌ها به قصد کاستن از دفاع انگلیسی‌ها پیش از یورش شوالیه‌ها، مقداری پیشروی کردند. عجله و اعتماد به نفس فرانسوی‌ها موجب شد این نیروها بدون زره و سپر به میدان فرستاده شوند؛ آلاتی که می‌توانست هنگام بارگذاری آهسته کمان‌های زنبورکی، از آن‌ها در برابر تیرهای دشمن محافظت نماید. تیراندازان انگلیسی در خط مقدم سپاه خود با کمان بلند پیش‌دستانه جنوایی‌ها را هدف گرفتند و آن‌ها را وادار به عقب‌نشینی جهت حفظ جان خود کردند. در همین زمان نخستین خط شوالیه‌های فرانسوی حمله خود را آغاز کرده بودند. با برخورد توده جنوایی‌ها به این شوالیه‌ها هرج‌ومرج به پا شد. سطح گل‌آلود و ریختن اجساد بر زمین شیب‌دار منطقه تقلا را دشوارتر کرده بود. چندین حمله سواره‌نظام فرانسوی زیر تیراندازی ممتد انگلیسی‌ها دفع و وارد آمدن تلفات به آن‌ها باعث افزایش هر چه بیشتر بی‌نظمی گردید. با وجود این که تعدادی از فرانسوی‌ها قادر به رسیدن به خطوط انگلیسی‌ها شدند اما به سرعت قلع و قمع گردیدند. فرانسوی‌ها در طول روز و شب نخست پانزده یورش صورت دادند اما قادر به شکستن خطوط دشمن نشدند.
انگلیسی‌ها با پنج ریبالد، گونه اولیه‌ای از توپ، دشمن را هدف گرفتند و سواره‌نظام آن را از هم پاشاندند.
بدین ترتیب نیروهای انگلیسی توانستند نیروهای فرانسه را که از لحاظ تعداد نفرات بسیار بیشتر از آنها بودند، شکست دهند و بیرق سلطنتی آن‌ها را به غنیمت بگیرند.

## تلفات
یوهان فن شونفلت، شوالیه آلمان که در خدمت پادشاه انگلستان بود و خود در این نبرد از ناحیه صورت زخم عمیقی برداشت، در نامه‌ای به تاریخ ۱۲ سپتامبر همان سال به اسقف پاسائو، گزارشی از مکان تقریبی نبرد می‌دهد و فهرستی از کشته‌ها در جانب فرانسه ارائه می‌کند. این فهرست شامل پادشاه بوهم، پادشاه مایورکا، کنت السون، برادر پادشاه فرانسه، کنت فلاندر، دو اسقف، سیزده کنت دیگر، ۱۵۰۰ بارون، شوالیه و نجیب‌زاده و ۱۶٬۰۰۰ نفر دیگر می‌شد. با گذشت زمان، شیوع سریع خبر آن در پهنه اروپا و بدل شدن این نبرد به یک اسطوره، آمار اغراق‌آمیزی از تعداد کشته‌ها وارد شده است. تنها یک سال بعد، در رویدادنامه‌ای از فررا در ایتالیا، شایعه‌ای از مرگ حدود ۲۱٬۶۰۰ تن ذکر شد. سالنامه‌ای در اتریش این میزان را به عدد حیرت‌انگیز ۵۰٬۰۰۰ کشته رساند. ژان فروآسار، وقایع‌نگار فرانسوی، تحت تأثیر این منقولات، مدعی شده است حدود ۲۴٬۰۰۰ فرانسوی در این نبرد جان باخته‌اند. او در بازنگری و گسترش نوشته‌هایش این رقم را افزایش داده و تلفات فرانسوی‌ها را «یازده شاهزاده، هشتاد بارون، ۱۲۰۰ شوالیه و حدود ۳۰٬۰۰۰ نفر دیگر» دانست. توما بورتون، دیگر وقایع‌نگار هم‌عصر فروآسار، قدم فراتر نهاد و مدعی مرگ بیش از ۲۰٬۰۰۰ شوالیه و ملازم آن‌ها و بیش از ۱۰۰٬۰۰۰ پیاده‌نظام و شبه‌نظامی شد.
با وجود مرگ تعدادی از افراد نام برده شده، تقریباً نیمی از کسانی که انگلیسی‌ها اسامی آن‌ها را در فهرست کشته‌ها آوردند در نبرد کرسی جان نباخته‌اند. از جمله این افراد سنیور کوسی، پادشاه مایورکا و اسقف‌اعظم سن بودند که به ترتیب در سال‌های ۱۳۴۷، ۱۳۴۹ و ۱۳۷۶ میلادی مرده‌اند. مطالعه‌ای از تمامی فهرست‌نگاری‌های برجای‌مانده از سده چهاردهم در این رابطه، نشان می‌دهد کمتر از یک سوم ۵۰ نفری که تاریخ مرگ آن‌ها مشخص است، در نبرد کرسی کشته شده‌اند. یکی از دلایلی که باعث چنین اشتباهاتی در شناسایی کشته‌ها می‌شد بر جای ماندن آلات نشان‌دار برخی افراد جان‌به‌در برده همانند پرچم یا سپر آن‌ها در نبردگاه در آشفتگی رزم و عقب‌نشینی متعاقب آن، بود که پدید آمدن تصور مرگ آن‌ها می‌شد. این اشتباهات با رونوشت‌برداری منابع از یکدیگر گسترش یافته است.
این در حالی بود که تعداد تلفات انگلیسی‌ها در حدود ۲۰۰ نفر برآورد شده است.

## پیامدها

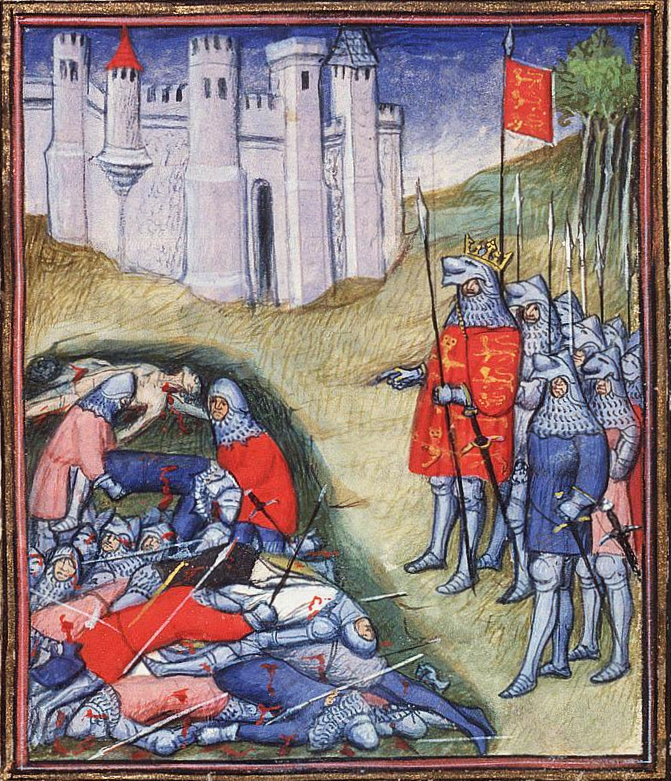
ادوارد سوم در حال شمارش مردگان، نگاره‌ای از اوایل سده پانزدهم

به دستور ادوارد سوم بسیاری از بازماندگان شروع به حفر گودال‌هایی جهت دفن جان‌باختگان کردند. او همچنین گروهی به رهبری رجینال دو کوبام را مأمور به شمارش اجساد و شناسایی آن‌ها کرد. یکی از نخستین اکتشافات آن‌ها این بود که فیلیپ ششم در میان کشته‌شدگان نیست؛ چرا که پادشاه فرانسه شب گذشته به سمت لابروآ در شرق گریخته بود. فیلیپ در ابتدا تقصیر شکست را با به هم ریختن برنامه‌ها به گردن جنوایی‌ها انداخت. برخی حتی جنوایی‌ها را خائنانی دانستند که با دریافت رشوه از انگلیسی‌ها حمله خود را «سَنبَل» کرده‌اند. از این رو گزارش‌هایی از قتل‌عام تعداد زیادی از مزدوران جنوایی از جمله در آمیِن نقل شده است.
ادوارد ماه بعد بندر کاله را به محاصره درآورد. خسارت وارده به سپاهیان او در کرسی فیلیپ را ناتوان از فرستادن نیروی کمکی ساخته بود؛ در نتیجه این شهر ماه اوت سال ۱۳۴۷ به تصرف انگلیسی‌ها درآمد. این بندر و بخش بزرگی از اراضی شمالی فرانسه برای بیش از یک سده در اشغال انگلیسی‌ها قرار داشت.

## واژگان
1. ↑  vassals
2. ↑  Anglo-Gascon army
3. ↑  difficult
4. ↑  challenge
5. ↑  scouts